# Nemzeti Egészségbiztosítási Alapkezelő
A Nemzeti Egészségbiztosítási Alapkezelő (rövidítve: NEAK) az Országos Egészségbiztosítási Pénztár (OEP) utódszerve, egyúttal a Gyógyszerészeti és Egészségügyi, Minőség- és Szervezetfejlesztési Intézet (GYEMSZI) jogutódja is. Alaptevékenysége: Egészségbiztosítás igazgatása.

## Története
- Az alapítás dátuma: 1993. július 1.

A Országos Egészségbiztosítási Pénztár alapításáról rendelkező jogszabály az Országos Nyugdíjbiztosítási Főigazgatóság és az Országos Egészségbiztosítási Pénztár, valamint igazgatási szerveik létrehozásáról szóló 91/1993. (VI. 9.) Kormányrendelet. A 378/2016. (XII. 2.) Kormányrendelet alapján az Országos Egészségbiztosítási Pénztár elnevezése 2017. január 1-jével Nemzeti Egészségbiztosítási Alapkezelőre változott. 

Főigazgatója 2018. október 1-je óta Kiss Zsolt, korábbi ellátási főigazgató-helyettes. A főigazgató Kásler Miklós EMMI miniszter döntése alapján kapta a kinevezését.

## Feladata
A NEAK ellátja a kötelező társadalombiztosítás rendszerében, az Egészségbiztosítási Alapból finanszírozott, egészségbiztosítási ellátások nyújtása és igénybevétele céljából szükséges, az Egészségbiztosítási Alap kezelésével, pénzügyi elszámolásaival, illetve az ebből fakadó adatszolgáltatási kötelezettségeivel, valamint az egészségbiztosítási nyilvántartások vezetésével, továbbá a természetbeni ellátások finanszírozásával és ártámogatásával kapcsolatos feladatokat. A szervezet gondoskodik az orvosi vények megrendeléséről és biztosításáról is, amelyek sorszámozott, biztonsági elemekkel ellátott nyomtatványok. Ezek jellemzően vízjelet, speciális nyomdafestéket és mikroírást tartalmaznak a hamisítás megelőzése érdekében. A NEAK feladatai közé tartozik az Elektronikus Egészségügyi Szolgáltatási Tér (EESZT) működtetésével összefüggő egyes adminisztratív és finanszírozási feladatok támogatása is, ideértve az elektronikus vények (e-receptek) rendszerében történő adatkezelés és hozzáférés biztosítását.

## Jogállása
- A költségvetési szerv alapítására, átalakítására, megszüntetésére jogosult szerv megnevezése: Kormány.
- A költségvetési szerv irányító szervének megnevezése: Emberi Erőforrások Minisztériuma.
- A költségvetési szerv székhelye: 1139 Budapest XIII., Váci út 73/A.[6]

A NEAK gazdálkodásával és üzemeltetésével kapcsolatos feladatokat az Emberi Erőforrások Minisztériuma (EMMI) és a NEAK által kötött munkamegosztási megállapodásban foglaltak szerint az EMMI látja el.